# Irineu (Tafunea)
Irineu (světským jménem: Serghei Tafunea; * 30. května 1971, Vărvăreuca) je moldavský duchovní Ruské pravoslavné církve a biskup orský a gajský.

## Život
Narodil se 30. května 1971 ve vesnici Vărvăreuca.
Roku 1986 dokončil střední školu ve Vărvăreuce a nastoupil na odborné technické učiliště v Bălți. V letech 1989–1991 sloužil v řadách Sovětské armády.
Roku 1991 se stal poslušníkem monastýru Noul Neamț.
V letech 1992–1996 studoval na Moskevském duchovním semináři. Po dokončení studia byl přijat na Moskevskou duchovní akademii.
Dne 13. dubna 1995 byl v monastýru Noul Neamț archimandritou Dorimedontem (Cecanem) postřižen na monacha se jménem Irineu na počest svatého mučedníka Ireneje z Lyonu.
Dne 28. května 1995 jej rektor akademie a biskup dmitrovský Filaret (Karagodin) rukopoložil na hierodiakona a 10. září rektor akademie a biskup verejský Jevgenijem (Rešetnikov) na jeromonacha.
Od roku 1996 do roku 1998 sloužil jako pomocník blagočinného akademie a semináře.
Roku 1998 začal přednášet na Kišiněvském duchovním semináři. Byl misionářem semináře a monastýru Noul Neamț, představeným Benderského vězeňského chrámu svatého Ondřeje Prvozvaného.
Roku 2000 byl jmenován sekretářem Moldavské metropole.
V letech 2001–2004 byl hlavním průvodcem a ředitelem nedělní školy monastýru Noul Neamț, přednášel na Benderském duchovním učilišti. Byl také přednášejícím religionistiky na Tiraspolské státní univerzitě.
Dne 20. května 2004 byl povýšen na igumena. Od roku 2004 se stal zástupcem Moldavské metropole v Moskvě a sloužil v Novospasském monastýru.
Roku 2005 se stal poradcem velvyslance Moldavska v Ruské federaci.
V letech 2005–2008 přednášel patristiku na Pěrervinském duchovním semináři. Od roku 2009 byl duchovním vedoucím pravoslavného divadla Živaja voda. Dále působil jako ředitel nedělní školy při Novospasském monastýru a jako odpovědný pracovník pro záležitosti mládeže při monastýru.
Dne 6. října 2011 jej Svatý synod zvolil biskupem orským a gajským. Dne 27. října 2011 byl povýšen na archimandritu.
Dne 28. října 2011 byl oficiálně jmenován biskupem a 22. listopadu proběhla v chrámu Vzkříšení Krista Pokrovského monastýru v Moskvě jeho biskupská chirotonie. Světiteli byli patriarcha moskevský Kirill, metropolita krutický a kolomenský Juvenalij (Pojarkov), metropolita kišinevský a celého Moldavska Vladimir (Cantarean), metropolita saranský a mordovský Varsonofij (Sudakov), metropolita orenburský a saraktašský Valentin (Miščuk), arcibiskup istrijský Arsenij (Jepifanov) a biskup solněčnogorský Sergij (Čašin).